# Šeřík obecný
Šeřík obecný (Syringa vulgaris) je rostlina z čeledi olivovníkovité (Oleaceae). Vzrůstem dosahuje velikosti keře až nízkého stromku. Šeřík se často využívá k okrasným účelům, proto byl v historii hojně šlechtěn. Původem pochází z jihovýchodní Evropy a poloostrova Malá Asie. Šeřík tedy není v Česku původním druhem, často však bývá volně vysazován a v teplejších oblastech zplaněl i mimo areál původního výskytu. Mimo šeříku obecného jsou na českém území v menší míře pěstovány také šeřík karpatský (Syringa josikaea) a šeřík čínský (Syringa × chinensis).
Plod, kůra, listy a kořeny šeříku obsahují látku syringin, která při styku s lidskou pokožkou může působit dráždivě a vyvolat alergickou reakci. Syringin dráždí také sliznici a nalezneme jej rovněž v mnoha dalších rostlinách, které mohou být člověku jedovaté. Dříve však byl v lidovém léčitelství užíván proti horečce. Název látky syringin vznikl pravděpodobně odvozením z názvu celého rodu šeřík – Syringa. Další dráždivou látkou, která může vyvolávat alergické reakce, je méně významný rekombinantní alergen označovaný jako t215. Jedná se o alergen způsobující pylové alergie v době kvetení šeříku.
Šeřík obecný se rozmnožuje pomocí semen uzavřených v plodech, nebo kořenovými výmladky. Zvláště ve stáří je šeřík typický častým odnožováním. Charakteristický je svojí výraznou vůní.
Pro označení šeříku obecného může být použito také lidových pojmenovaní bez, či bez vlašský, bez španělský, nebo bez svatojánský.

## Etymologie
Odborný název šeříku Syringa je původem z řečtiny a vznikl z řeckého výrazu pro potrubí – syrinx. V tomto případě bylo totiž užito podobnosti dutého stonku, který byl využíván ve starověkém Turecku, a potrubí. Anglické pojmenování šeříku lilac pochází z francouzštiny, kde se vyslovuje „lila“ a používá se také pro označení typické světle fialové barvy. V tomto významu bylo slovo lila přejato i do češtiny. Prapůvod slova je však třeba hledat v sanskrtském nilak od nil=modrý, odkud se přes perštinu (lilak) a arabštinu (lilach) dostalo do Španělska a Francie.

České pojmenování šeříku šeřík pravděpodobně vzniklo uměle. Dle Českého etymologického slovníku Jiřího Rejzka totiž toto pojmenování měl vytvořit Jan Svatopluk Presl podle ruského slova siréň (z latinského syringa), které následně přizpůsobil podle českého označení barvy květu šeříku šerý. V lidové mluvě pak šeřík mohl být původně označován jako bez, což je patrné dodnes, vzhledem k jeho lidovým pojmenováním, které jsou stále běžně užívána. Dle publikace Česká a slovenská jména rostlin však Presl při vytváření názvosloví vyšel ze sice opět ruského zdroje – Pallasovy ruské flóry – ovšem jako model mu mělo stát ruské označení šeříku serik, které pak opět měl přizpůsobit českému pojmenování šedofialové barvy květů šeříku. Slovenské pojmenování šeříku orgován vzniklo z maďarského výrazu pro označení šeříku orgona, které do maďarštiny a podobně i například do bulharštiny mělo proniknout z turečtiny. Lidově se též (mylně pro podobnost) nazývá střemcha.

## Taxonomie a systematika
Syringa vulgaris L. Sp. Pl. 1: 9, 1753
| Nomenklatorická synonyma: | =Lilac coerulea Lunell Amer. Midl. Naturalist 4: 506, 1916 =Lilac vulgaris (L.) Lam. Fl. Franç. 2: 305. 1779. =Liliacum vulgare (L.) P.Renault Fl. Orne 100. 1804. =Syringa latifolia Salisb. Prodr. 13. 1796, nom. illeg. |

Za pomoci metody RAPD se zdá, že divoký Syringa vulgaris má z genetického hlediska nejblíže samozřejmě ke kultivarům, které z něho byly vyšlechtěny. Divoký šeřík obecný a jeho kultivary jsou pak zřejmě sesterskou skupinou k dalším druhům tohoto rodu: blízko k šeříku obecnému mají zejména S. x chinensis (kříženec šeříku obecného se S. protolaciniata) a Syringa oblata. Ve shodě s těmito výsledky patří oba zmíněné druhy do tzv. série Syringa spolu se šeříkem obecným, a to v rámci širší skupiny (podrodu) též pod názvem Syringa.
Z genetického hlediska je šeřík obecný diploidní rostlinou. 2n = 46, 44, 46–48 (extra fines) Organismus rostliny se tedy skládá z buněk obsahujících dvě sady chromozomů.

## Popis

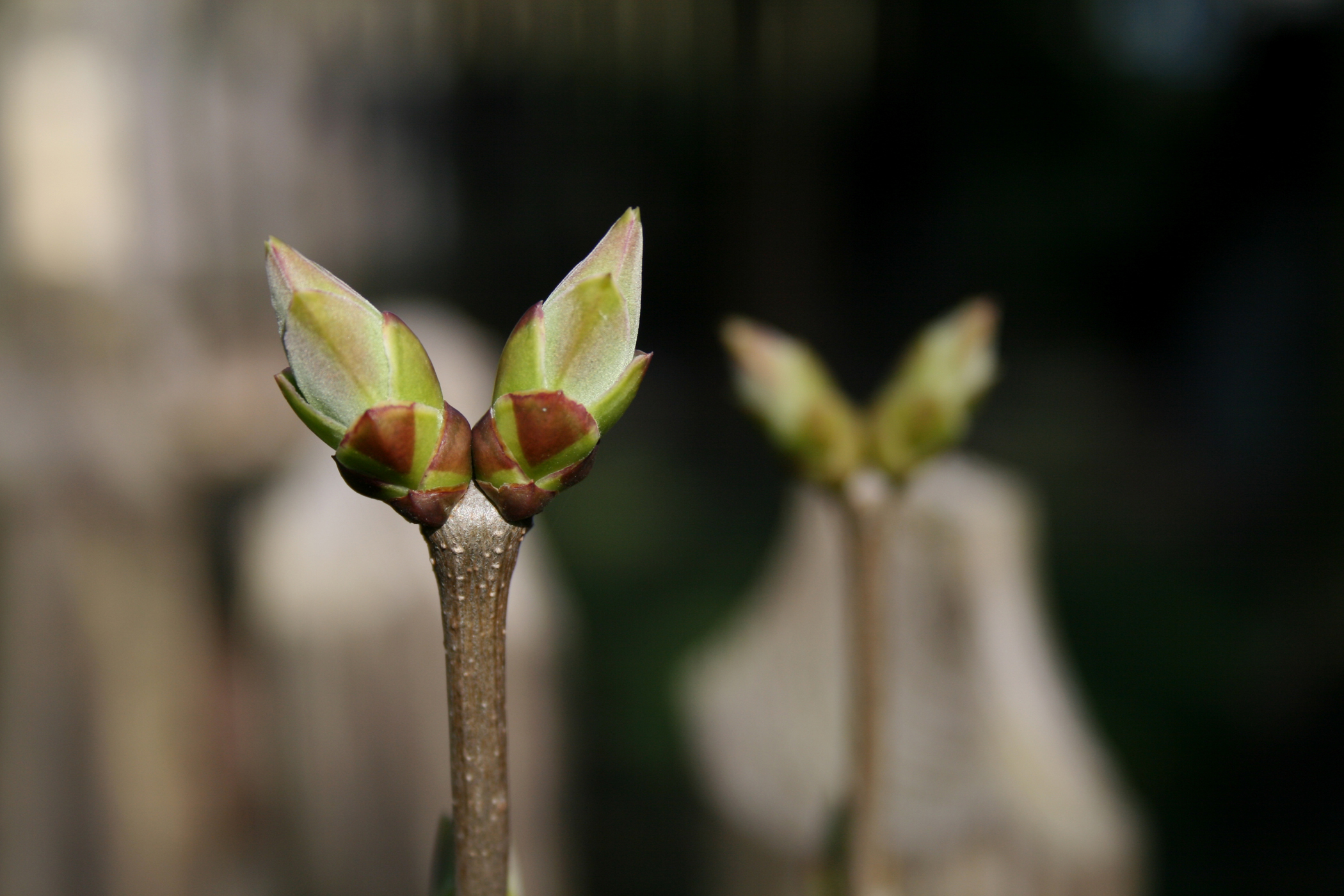
Detail pupenů

Šeřík obecný je opadavý keř, nebo menší strom, který může dorůstat výšky šesti až sedmi metrů. Při takové výšce pak může průměr kmene dosáhnout až 20 cm. Běžně pak bývá jeho tloušťka mezi deseti a dvaceti centimetry. Jako stromek se vyskytuje šeřík řidčeji než jako keř, aby dosáhl totiž stromového vzrůstu, musí být cíleně pěstován. Jako strom pak může dorůstat výšky až sedmi metrů. Šeřík je typický velmi rozsáhlými kořenovými systémy. Koruna keře je metlovitá.
Povrch šeříku tvoří drsná hnědá až hnědošedá podélně vláknitá borka, která je na mladších stromcích hladká a na již starších je podélně mělce popraskaná a odlupující se. Mladé metlovité větévky jsou sytě zelené, ke stáří šednou.

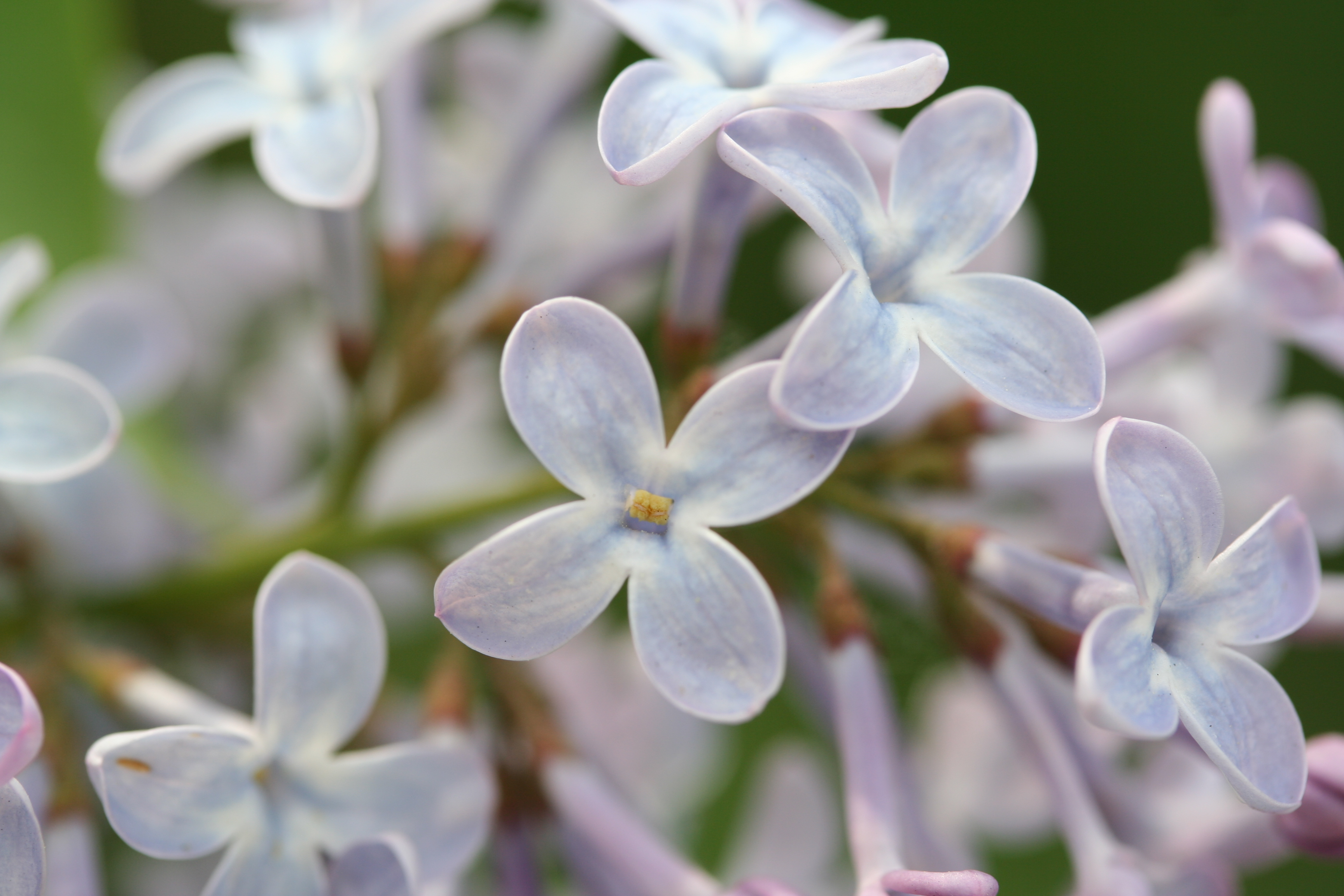
Detail květů šeříku v květenství

Pupeny rostliny jsou stejně jako listy uspořádány na větvích vstřícně. Pupeny na konci větve jsou pak v páru. Tvarem jsou vejčité a nestejně velké. Všechny pak jsou kryty nahnědlými šupinami.
Květy trubkovitého tvaru jsou charakteristické svojí příjemnou vůní. Stavbou jsou lilákové se dvěma tyčinkami a dvěma bliznami. Kalich, dlouhý asi 2 milimetry a nepravidelně zoubkovaný, a lilákovitá koruna jsou oddělení. Korunní trubka je dlouhá 10 až 15 milimetrů. Barva se liší podle odrůd šeříků od bílé až po červenofialovou.
Květenstvím šeříku je lata, tedy hroznovité květenství, které bývá dlouhé mezi 8 a 18 centimetry. U šeříku se laty vyvíjejí z horních bočních pupenů na koncích větévek z předešlé sezóny. Vrcholový pupen při vývoji květenství odpadává. Květy na květenství jsou čtyřčetné. Šeřík kvete v měsíci květnu a samotné kvetení trvá mezi třemi až čtyřmi týdny.
Listy šeříku jsou bifaciální, to znamená, že list má svůj rub a líc. Rub je barvou o něco světlejší než sytě zelený líc. Listy jsou vstřícné. Na povrchu jsou lysé. Tvarem jsou pak vejčité až srdčité, na konci lehce protáhlé do špičky. Čepel listu je dlouhá 5 až 12 centimetrů. Šířkou pak list dosahuje čtyř až devíti centimetrů. Řapík listu je dlouhý 2 až 4 centimetry.
Plodem šeříku je asi 10 milimetrů dlouhá tobolka, která je navenek kožovitá a hladká. Tobolka je tvarem smáčkle vejcovitá. V plodu dvě pouzdra, v každém z nich pak dvě křídlatá semena. Pro lepší šíření jsou semena okřídlená blanitým křídlem. Dozrávání plodů probíhá v září a říjnu.

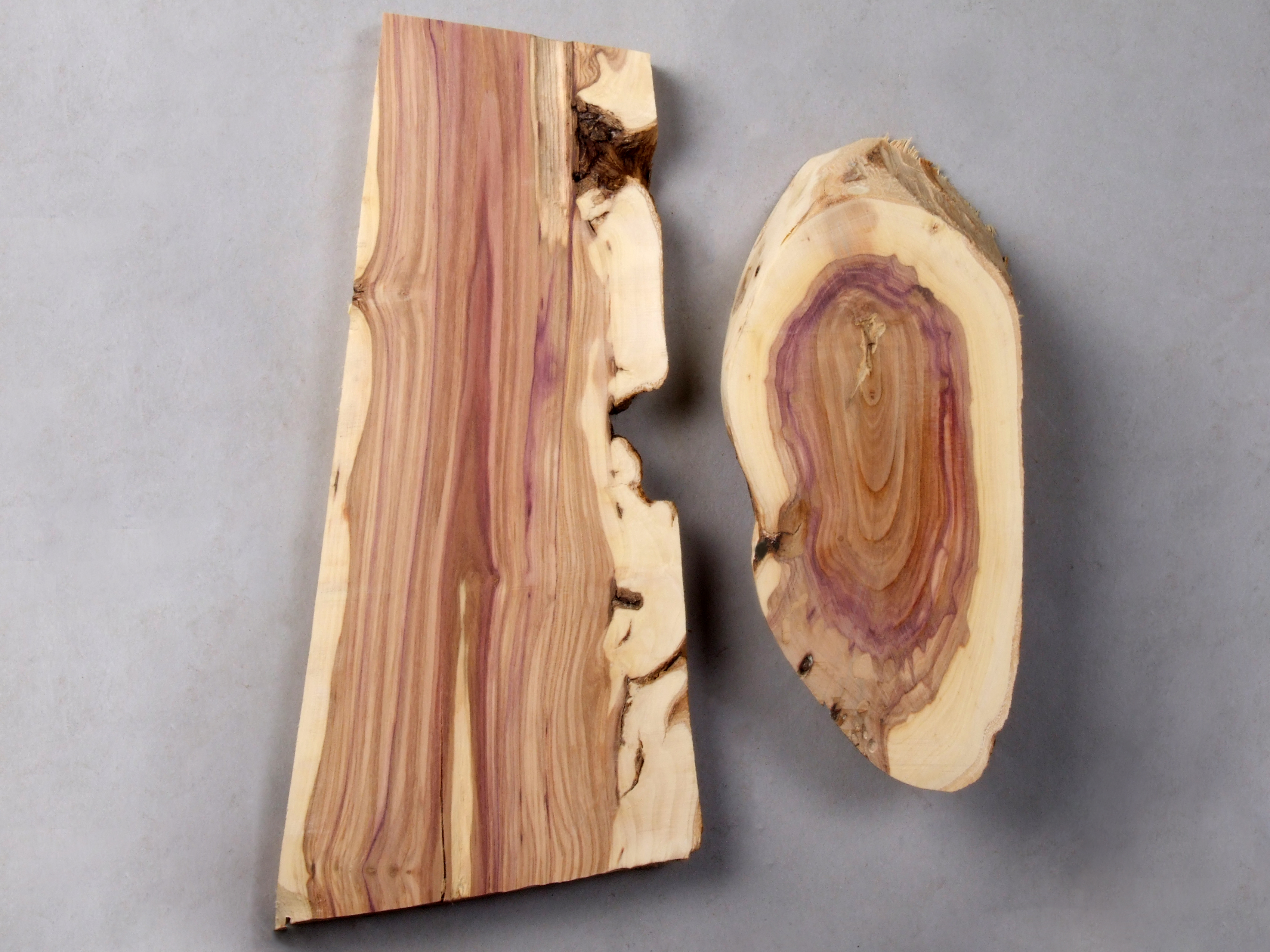
Dřevo šeříku, radiální a příčný řez

Šeřík je jádrová dřevina. Dřevo je velmi tvrdé a jemné, narůžovělé, místy až tmavě fialové.

## Původ a rozšíření

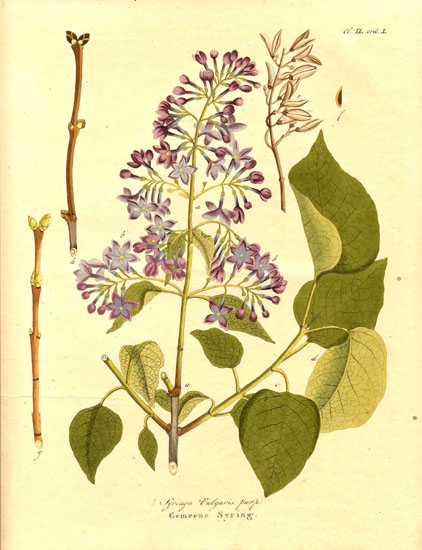
Šeřík v historickém atlase rostlin

Šeřík obecný se v evropských zahradách poprvé objevil v 16. století, kdy byl přivezen z Osmanské říše. Tato událost bývá s přesností na rok určována na rok 1566. Podle tehdejších pramenů měla být rostlina dovezena přímo z Konstantinopole do Vídně císařským velvyslancem Ogier Ghislain de Busbecq. Šeřík svojí popularitu získával postupně, zvláště v době, kdy začal být šlechtěn.
Původní oblast výskytu šeříku obecného je dnes vymezena v oblasti jihovýchodní Evropy. Tato lokalita původního výskytu šeříku obecného byla určena roku 1828, kdy přírodovědec Anton Rocher nalezl na Balkáně původní přírodní zástupce rodu volně rostoucí v divoké přírodě. Od západu na východ šeřík přirozeně roste od Řecka a Hercegoviny až po Černé moře. Ostrůvkovitě lze šeřík nalézt také na poloostrově Malá Asie.
V Evropě, kde byl původně pěstován pouze jako kulturní rostlina, se šeříku začalo výrazně dařit a později začal být vysazován i volně. V teplejších oblastech Evropy tak dnes roste již planě. Na teplejších místech v Česku se lze s volně rostoucím šeříkem také běžně setkat. Zvláště pak na výslunných kamenitých svazích v okolí velkých měst – Prahy a Brna – a rovněž v okolí Moravského Krumlova a Hustopečí na jihu Moravy.
Časem se šeřík rozšířil také do Severní Ameriky, kam byl dovezen někdy v 18. století.

## Využití a šlechtění
Šeřík se pro sladkou vůni svých květů často využívá v parcích či zahradách jako okrasná rostlina. Většina vysazovaných rostlin jsou kultivary. Mezi léty 1876 až 1927 představil francouzský pěstitel Victor Lemoine žijící v Nancy okolo 153 pojmenovaných kultivarů, mnoho z nich se hojně uchytilo a dnes jsou již běžnými kultivary. V průběhu doby bylo vyšlechtěno celkem 800 kultivarů šeříku, což svědčí o jeho oblíbenosti. Barva květů u vyšlechtěných odrůd se může pohybovat od bílé až po fialovou. Většina zahradních kultivarů má také omezený vzrůst – ten obvykle nepřesahuje 4 až 5 metrů výšky. Šeřík je vhodný pro výsadbu v parcích také díky své nenáročnosti a mrazuvzdornosti.
Dřevo šeříku je pevné a velmi tvrdé, ale pružné. Jádro dřeva je nafialověle hnědé, celé dřevo se pak vyznačuje velmi jemnou strukturou. Využívá se v nábytkářském průmyslu na drobnější prvky. Předností je také jeho dobrá leštitelnost.
Šeříkový olej se podobně jako květy šeříku vyznačuje velkou aromatičností, proto bývá využíván v kosmetickém průmyslu k výrobě voňavek. Olej je charakteristický také svojí nažloutlou barvou. Výroba probíhá z výtažků získaných z květů šeříku. Pro tento účel se využívá výhradně šeříku obecného, ostatních druhů nikoliv.
Dříve se květy šeříku využívaly také proti bolestem hlavy ve formě obkladů. Z květů se využíval také jejich výtažek a to hlavně proti bolestem v krku. I dnes jsou vybrané části šeříku využívány farmaceutickým průmyslem. V historii byl šeřík využíván i kvůli své mytické funkci. Podle starých mýtů totiž šeřík odhání zlo a zlé duchy a chrání tak lidská obydlí.
Pro označení barev vyšlechtěných odrůd šeříku se používá mezinárodní klasifikace:
| třída | barva                  |
| 1     | bílá                   |
| 2     | fialová (violet)       |
| 3     | modrá                  |
| 4     | levandulová (lavender) |
| 5     | růžová                 |
| 6     | purpurová (magenta)    |
| 7     | nachová (purple)       |

### Vyšlechtěné odrůdy
vybrané odrůdy šeříku

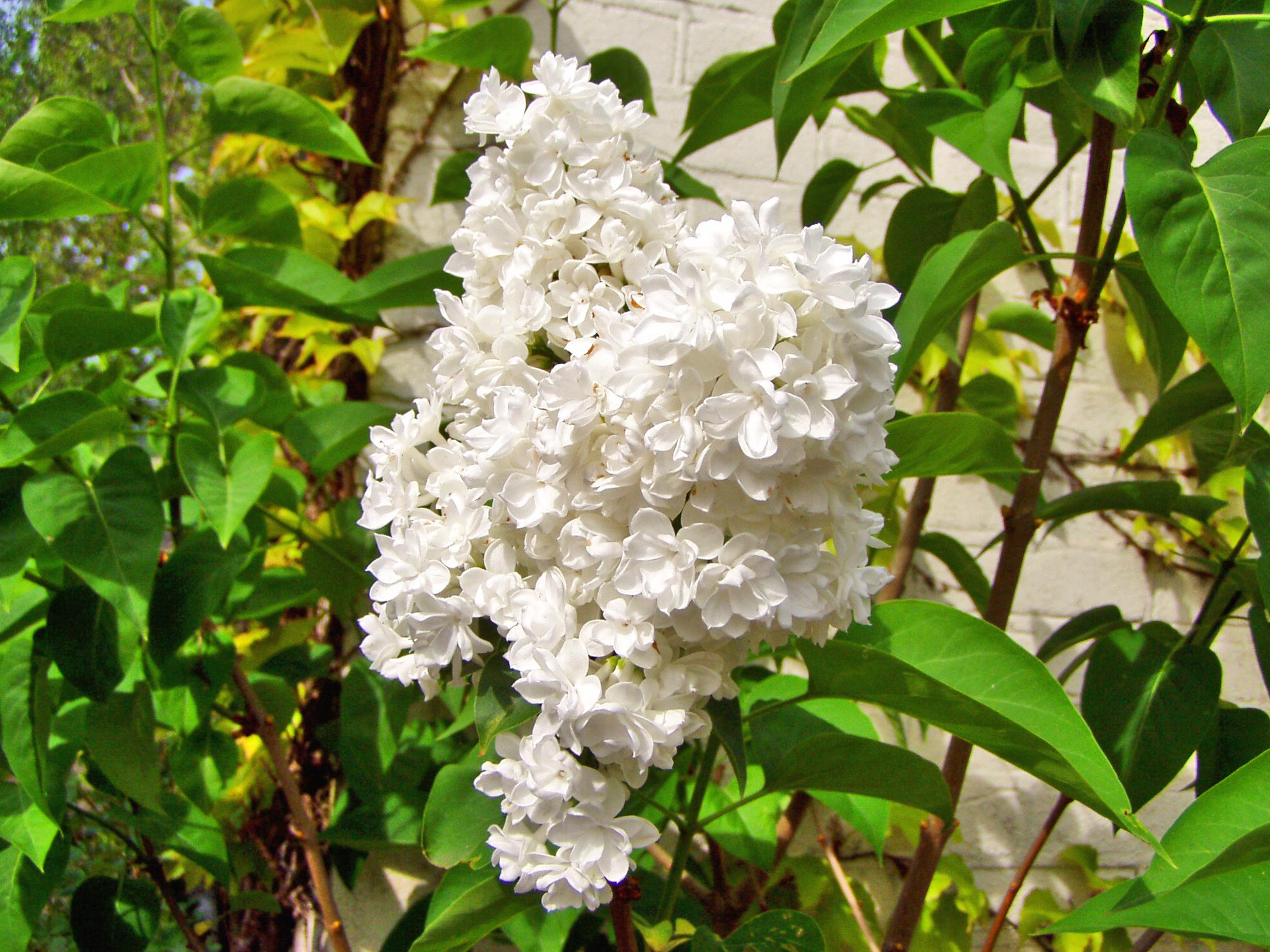
Vyšlechtěný bílý šeřík

- Andenken an Ludwig Späth – velmi ceněná odrůda šeříku s květy tmavě purpurové barvy vyšlechtěná roku 1883.[40] Tento kultivar má květenství dlouhé 14 až 22 centimetrů. Kvete v půli května purpurovými až fialovými květy, které jsou dlouhé do dvou centimetrů.[12][41]
- Charles Joly – purpurově červené zbarvení květu. Květenství je velmi krátké. Dosahuje výšky do čtyř metrů Odrůda byla vyšlechtěna roku 1896.[42]
- Madame Lemoine – odrůda s nejčistějším bílým zbarvením květů.[12]
- Michel Buchner – kultivar s dlouhými úzkými latami.
- Primrose – odrůda s úzkými květy s drobnými žlutými květy. Vyšlechtěna roku 1949.[43]

vybrané odrůdy podle barev
- modrá: President Lincoln, Wonderblue
- fialová: Henri Robert, Président Viger[45], Sensation[12],
- nachová: Albert F. Holden, Firmamer, Sarah Sands
- růžová: Katherine Havermeyer, Lucie Baltet, Maiden’s Blush, Marie Frances, Mme. Antoine Buchner
- purpurová: Andenken an Ludwig Spath[12][46], Arch McKean, Paul Thirion, Ruhm von Horstenstein, Charles Joly[2]
- žlutá: Primrose[2]
- bílá: Krasavitsa Moskvy, Madame Lemoine[12][46],